# فيباسانا

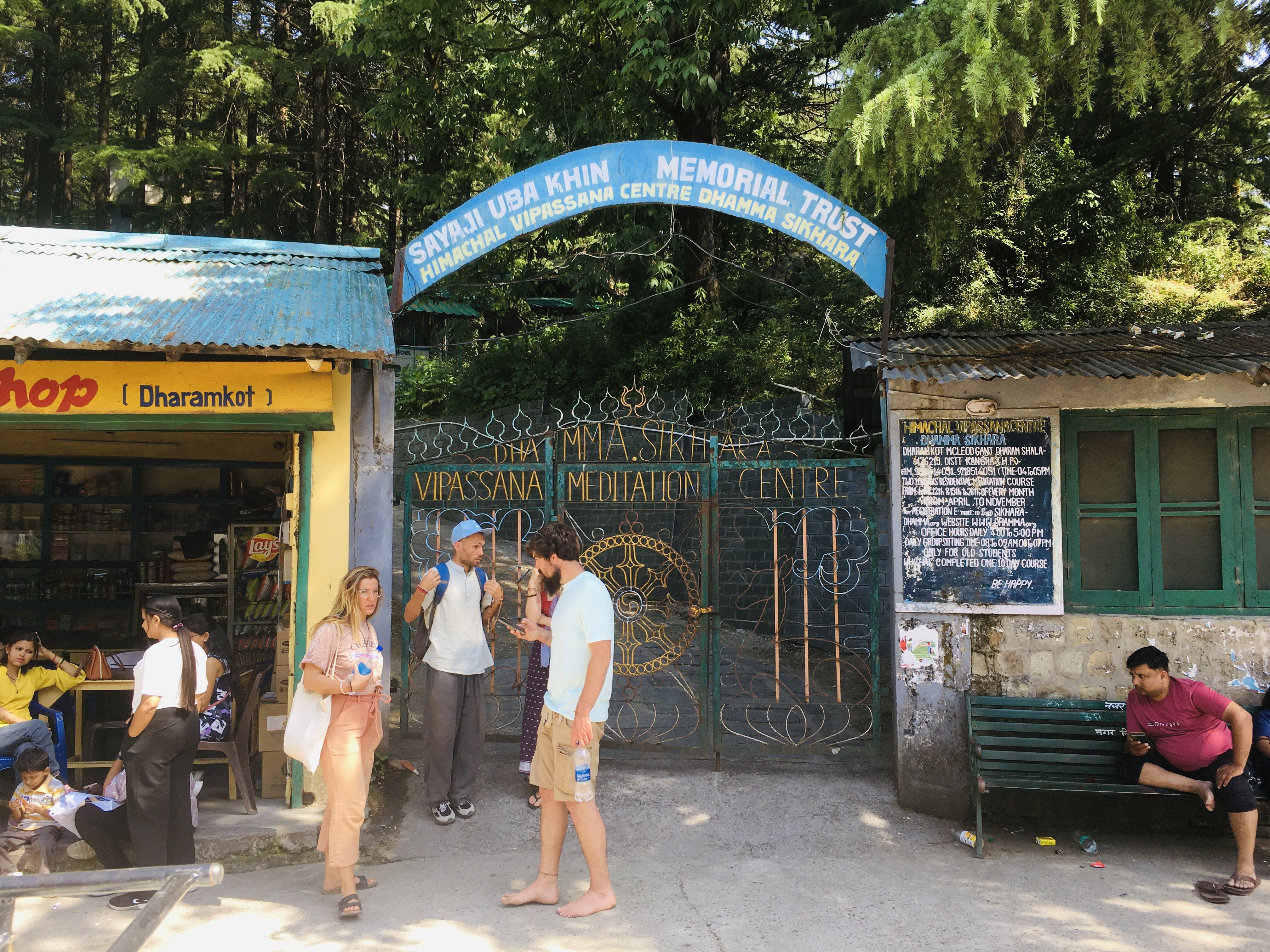
مدخل مركز التأمل دارامشالا فيباسانا

فيباسانا هو مصطلح في التقاليد البوذية باللغة السنسكريتية (विपश्यना) يشير إلى النظرة على طبيعة الحقيقة. يعرف الممارس الدائم لفيباسانا باسم «فيباسي»، وتعتبر فيباسانا واحدة من أقدم تقنيات العالم في التأمل والتي يعود أصلها إلى غوتاما بوذا. يعتبر هذا تقليد من أجل تحويل الذات عن طريق مراقبة الذات والتأمل فيها، حيث يشار إلى هذا النوع من التأمل في الكثير من الأحيان باسم «التأمل الداخلي».